# Legge Anselmi
La legge 25 gennaio 1982, n. 17 (anche nota come legge Anselmi o legge Spadolini), è una legge della Repubblica Italiana promulgata durante il governo Spadolini I. È stata pubblicata nella Gazzetta Ufficiale della Repubblica Italiana del 28 gennaio 1982, numero 27.

## Storia
Emanata dopo l'esplosione dello scandalo della P2 e del ritrovamento della lista degli appartenenti alla P2 che suscitò grande sorpresa nell'opinione pubblica italiana; il 26 novembre 1981, durante il dibattito parlamentare sulla legge, il deputato Famiano Crucianelli affermò:
In virtù della norma, la Commissione Parlamentare Antimafia, nell'aprile del 2017, a fronte del rifiuto del Grande Oriente d'Italia e di altre fratellanze, inviò la Guardia di Finanza a sequestrare gli elenchi di 35.000 iscritti delle quattro principali obbedienze massoniche italiane.
In attesa di un esame tecnico dei file sequestrati, gli elenchi non sono stati né resi pubblici né trasmessi alla magistratura competente.

## I contenuti

### Le specificazioni riguardo l'art. 18 della Costituzione
Il dettato della legge costituì attuazione dell'articolo 18 della Costituzione italiana, specificando all'art. 1 che tra le organizzazioni vietate dal dettato costituzionale rientrino anche quelle non segrete, ma che occultino in tutto o in parte le finalità e attività, nonché interferenti con organi della pubblica amministrazione italiana e con servizi pubblici essenziali,

### Le sanzioni per i promotori e gli appartenenti
Sono previste sanzioni per chi promuovesse o partecipasse a tali organizzazioni, prevedendo pene detentive e disponendo come conseguenza dell'accertamento dell'esistenza, lo scioglimento e la confisca di tutti i beni.
La legge stabiliva inoltre che i dipendenti della pubblica amministrazione sia militari che civili per i quali sia accertata l'appartenenza a dette organizzazioni o ne risulti l'evidenza da elementi concreti possono essere sospesi dal servizio ed eventualmente essere oggetto di valutazione dell'opportunità del mantenimento in servizio. Viene inoltre sancito l'obbligo per le amministrazioni competenti di svolgere accertamenti istruttori e di inviare gli atti all'autorità giudiziaria italiana e di promuovere azione disciplinare nei confronti di tali dipendenti. Al fine di attività di vigilanza, viene affermata la creazione di Commissione nominata dal Presidente della Repubblica con mandato triennale.

### Scioglimento della P2
L'art. 5 conteneva infine l'espressa disposizione dello scioglimento della P2.

## Analisi
La legge trova applicazione in presenza di un rischio o pericolo di eversione dell'ordine costituzionale. Secondo Rosi Bindi, la norma non attuò il dettato costituzionale che prevedeva la duplice e disgiunta proibizione delle associazioni segrete oppure che perseguono fini vietati dalla legge penale. La modifica introdotta da Spadolini alla legge Anselmi vietò le associazione segrete che perseguono fini illeciti, rendendo in questo modo la segretezza un carattere di per sé legittimo.

## Sviluppi
Nel luglio 2018, è stato depositato il disegno di legge n. 364-"Disposizioni in materia di incompatibilità con la partecipazione ad associazioni che comportano vincolo di obbedienza come richiesto da logge massoniche o ad associazioni fondate su giuramenti o vincoli di appartenenza", al termine di un dibattito che era sostanzialmente iniziato durante l'iter di approvazione della Legge Anselmi stessa. 
Ad ottobre 2020, l'iter di approvazione risulta ancora in corso.